# Zhan Jiang
Zhan Jiang (展江, * im 20. Jahrhundert) ist ein ehemaliger Professor für Journalismus und Übersetzer aus China. Er lebt mittlerweile im japanischen Exil.

## Leben
Zhan Jiang stammt aus der Bergprovinz Shaanxi.
Er diente neun Jahre lang bei der Marine und war Reporter bei der Wochenendausgabe der Tageszeitung Yangzou Daily News. Er studierte an der School of Journalism an der Remin University, wo er zunächst einen MA und später den Doktorgrad erreichte. Nachdem er seinen MA in Geschichte abgelegt hatte, kam er 1998 zum staatlichen Fernsehsender CCTV, wo er zunächst Produzent und dann Kommentator wurde und ab 2011 Fälle von Korruption, Beschlagnahmungen von Land und ärztliche Kunstfehler aufdeckte. Unter Jiang Zemin und dem Premierminister Zhu Rongji erlebte der investigative Journalismus in China laut Zhan Jiang eine Blütezeit.
Von 1996 bis 2009 unterrichtete er außerdem an der China Youth University for Political Sciences Journalismus. Später wurde er Professor für Journalismus an der Beijing Foreign Studies University.
Er erwarb sich den Ruf eines der führenden Experten für investigativen Journalismus in der Volksrepublik China.
Spezialisiert auf Theorien des Kriegsjournalismus und des amerikanischen Journalismus schrieb er etliche Bücher, darunter
- Theories of Wartime Journalism (1999)
- Journalism and Courage (2001)
- English for Journalism (2003)
- Communication Studies (2003).

Er übersetzte mehrere Werke, die mit dem Pulitzer-Preis ausgezeichnet wurden. Sie erschienen in dem Sammelband Journalism and Justice. Selected Works of Pulitzer Prize Winners (I–IV) (1998–1999). Ferner übersetzte er Melvin Menchers News Reporting and Writing, das in 9. Auflage im Jahr 2003 erschien, außerdem Commission on Freedom of the Press. A Free and Responsible Press (2004) und The Press and America. An Interpretive History of the Mass Media (9. Auflage 2004).
Im Olympiajahr 2008 konnte Zhan Jiang Deutschland besuchen. Damals pries er die wachsende Freiheit des Journalismus in China, obwohl sein Heimatland 2007 in der Rangliste der Pressefreiheit von Reporter ohne Grenzen noch auf Platz 163 von 169 gelandet war.
Xi Jinping, der 2012 an die Macht kam, verwandelte die Medien nach und nach in ein Propagandainstrument und verhinderte freie journalistische Arbeit. Nachdem die Ausstrahlung einer Untersuchung eines Skandals im Krankenhauswesen, die Zhan Jiang durchgeführt hatte, verboten worden war, gab dieser seine Arbeit bei CCTV auf und begann stattdessen eine Online-Interviewshow zu moderieren. Doch im Jahr 2019 wurden plötzlich seine Social-Media-Konten gelöscht. Eine Rückkehr in die Pekinger Medienlandschaft war unmöglich: Laut Zhan Jiang waren die Medien unter der Herrschaft von Xi Jinping und seiner Zensoren zu einem Werkzeug geworden, das der Kommunistischen Partei Chinas wie eine Armee diente und bedingungslose Treue geschworen hatte.
Daher ging er ins Exil nach Tokio, begann die Landessprache zu lernen und selbstgeschnittene Videos zu veröffentlichen. Dafür verwendete er Netzwerke wie YouTube und X. Diese sind in der Volksrepublik China verboten, doch Zhan Jiang hoffte trotzdem, die Festlandschinesen mit seriösen Nachrichten versorgen zu können. Unter anderem heuerte er im Sommer 2022 ein Team an, um in die Ukraine zu fliegen und unabhängige Berichte über den Krieg Russlands gegen die Ukraine zu produzieren. Seine Position blieb schwierig, weil er von chinesischen Nationalisten als Verräter angesehen wurde, im Ausland aber auf Misstrauen wegen seiner einstigen Karriere beim chinesischen Staatsfernsehen stieß.